# Consell de Col·legis d'Infermeres i Infermers de Catalunya
El Consell de Col·legis d'Infermeres i Infermers de Catalunya (CCIC) és una entitat de dret públic que agrupa els 4 col·legis territorials d'infermeres i infermers de Catalunya.
Es tracta d'una corporació de dret públic la finalitat principal de la qual és representar la professió infermera davant les administracions públiques, corporacions professionals i d'altres entitats a fi de vetllar per la defensa de la professió infermera d'acord amb els interessos i necessitats dels ciutadans de Catalunya en relació amb l'exercici professional infermer. Representa més de 44 mil infermeres i infermers col·legiats exercents.
Col·legis oficials d'infermeres i infermers de Catalunya:
- Col·legi Oficial Infermeres i Infermers de Barcelona
- Col·legi Oficial d'Infermeres/rs de Girona
- Col·legi Oficial d'Infermeres i Infermers de Lleida
- Col·legi Oficial d'Infermeres i Infermers de Tarragona

En reconeixement del treball de les infermeres i infermers durant la pandèmia de Covid de 2020-2022, el 2021 va rebre la Creu de Sant Jordi per la ingent tasca que aquesta corporació de dret públic ha desenvolupat durant tota la situació de pandèmia i per la seva condició de representants de la professió infermera davant les administracions públiques, corporacions professionals, altres entitats i la societat en general. La seva tasca directa es complementa amb la defensa de la professió dels assistents sanitaris, d'acord amb els interessos i les necessitats dels ciutadans de Catalunya en relació amb l'exercici professional infermer.